# Ganslern
La Ganslern (o Ganslernhang) è una pista sciistica situata a Kitzbühel, in Austria. Sul pendio, che si snoda sull'Hahnenkamm, si svolgono annualmente le gare di slalom speciale che, insieme alla discesa libera della Streif e alla combinata, compongono il Trofeo dell'Hahnenkamm. Nel 1967 la pista è stata introdotta nel circuito della Coppa del Mondo di sci alpino.

## Storia
La prima competizione documentata a Kitzbühel è del 1894-1895, mentre dal 1931 si disputa la competizione internazionale denominata Hahnenkamm. Nei primi anni del torneo, tuttavia, le gare furono disputate su vari percorsi del monte Hahnenkamm; la configurazione definitiva, con la discesa sulla pista Streif e lo slalom sulla pista Ganslern, fu introdotta nel 1937 e adottata definitivamente negli anni quaranta.
Introdotto nel 1967 nel circuito internazionale della Coppa del Mondo di sci alpino, cioè fin dalla sua fondazione, la Ganslern nel corso della sua storia ha ospitato anche competizioni che non facevano parte del trofeo dell'Hahnenkamm ("Zusatzrennen"): slalom giganti dagli anni cinquanta agli anni sessanta e altri slalom speciali validi per la Coppa del Mondo. Dal 1932 al 1961 furono disputate anche gare femminili.

## Tracciato
La Ganslern occupa la parte bassa del monte Hahnenkamm, sulla sinistra della Streif, dalla quale è separata da una cresta poco rilevata abitualmente destinata allo sci non agonistico. La partenza, servita da un apposito impianto di risalita, è collocata a 1.004 m s.l.m., grosso modo all'altezza della Hausbergkante della Streif; il percorso scende poi a valle per 590 m, superando un dislivello di 193 m con una pendenza media del 35% (massima 70%, minima 20%). L'arrivo, a 811 m s.l.m., è leggermente più a monte di quello della Streif, posto a 805 m s.l.m..
In alcune occasioni (1998, 2007, 2008) il tracciato è stato radicalmente modificato; pur conservando il cancelletto di partenza tradizionale della Ganslern, il tracciato imboccava subito a destra il tratto di collegamento - abitualmente escluso dai tracciati agonistici - con la Streif, per poi occuparne lo schuss finale; la gara di slalom si era perciò in quelle occasioni disputata per lo più su quest'ultima pista.

## Albo d'oro

### Uomini

#### Slalom gigante
Elenco completo dei podi degli slalom giganti maschili disputati a Kitzbühel, non validi ai fini dell'Hahnenkamm (Zusatzrennen):
| Anno            | Primo            | Secondo          | Terzo              |
| --------------- | ---------------- | ---------------- | ------------------ |
| 1931-1952       | non disputato    | non disputato    | non disputato      |
| 1953            | Guy de Huertas   | Andreas Molterer | Martin Julen       |
| 1954            | Toni Spiß        | Stein Eriksen    | Christian Pravda   |
| 1955-1957       | non disputato    | non disputato    | non disputato      |
| 1958            | Toni Sailer      | Ernst Hinterseer | Buddy Werner       |
| 1959            | non disputato    | non disputato    | non disputato      |
| 1960            | Karl Schranz     | Hanspeter Lanig  | Fritz Wagnerberger |
| 1961-1964       | non disputato    | non disputato    | non disputato      |
| 1965            | Willy Favre      | Guy Périllat     | Jean-Claude Killy  |
| 1966-1969       | non disputato    | non disputato    | non disputato      |
| 17 gennaio 1970 | Dumeng Giovanoli | Andrzej Bachleda | Karl Schranz       |

#### Slalom speciale
Elenco completo dei podi degli slalom speciali maschili disputati a Kitzbühel, validi ai fini dell'Hahnenkamm (eccetto le Zusatzrennen) e, dal 1967, della Coppa del Mondo:
| Anno            | Primo                | Secondo               | Terzo                              |
| --------------- | -------------------- | --------------------- | ---------------------------------- |
| 29 marzo 1931   | Hans Mariacher       | Gordon Cleaver        | Hansjörg Schlechter                |
| 20 marzo 1932   | Hans Hauser          | Rudolph Matt          | Willy Faude                        |
| 1933-1934       | non disputato        | non disputato         | non disputato                      |
| 24 marzo 1935   | Siegfried Engl       | Edi Neubarth          | Sepp Klingler                      |
| 1936            | Rudolph Matt         | Kurt Egert            | Edi Neubarth                       |
| 20 marzo 1937   | Wilhelm Walch        | Hans Pfnür            | Markus Maier                       |
| 1938-1945       | non disputato        | non disputato         | non disputato                      |
| 10 marzo 1946   | Antonín Šponar       | Karl Koller           | Toni Seelos                        |
| 9 marzo 1947    | Christian Pravda     | Engelbert Haider      | Eberhard Kneisl                    |
| 14 marzo 1948   | Thaddäus Schwabl     | Edi Mall              | Hellmut Lantschner                 |
| 6 marzo 1949    | Egon Schöpf          | Luis Seyrling         | Pepi Salvenmoser                   |
| 11 marzo 1950   | Sepp Folger          | Fritz Huber           | Alois Zauner                       |
| 1951            | Christian Pravda     | Engelbert Haider      | Fritz Huber                        |
| 1952            | non disputato        | non disputato         | non disputato                      |
| 18 gennaio 1953 | Andreas Molterer     | Walter Schuster       | Martin Julen                       |
| 1954            | Toni Spiß            | Georges Schneider     | Ernst Hinterseer                   |
| 16 gennaio 1955 | Toni Spiß            | Andreas Molterer      | Ernst Hinterseer                   |
| 15 gennaio 1956 | Toni Sailer          | Josl Rieder           | Sepp Behr                          |
| 20 gennaio 1957 | Josl Rieder          | Ernst Hinterseer      | François Bonlieu                   |
| 1958            | Andreas Molterer     | Ernst Hinterseer      | Charles Bozon                      |
| 18 gennaio 1959 | Andreas Molterer     | Egon Zimmermann       | Josef Stiegler                     |
| 1960            | Adrien Duvillard     | Josef Stiegler        | Willy Bogner                       |
| 22 gennaio 1961 | Gerhard Nenning      | Guy Périllat          | Ludwig Leitner                     |
| 21 gennaio 1962 | Chuck Ferries        | Guy Périllat          | Josef Stiegler                     |
| 20 gennaio 1963 | Ludwig Leitner       | Guy Périllat          | Adolf Mathis                       |
| 1964            | non disputato        | non disputato         | non disputato                      |
| 1965            | Jean-Claude Killy    | Karl Schranz          | Per Martin Sunde                   |
| 23 gennaio 1966 | Jean-Claude Killy    | Jules Melquiond       | Guy Périllat                       |
| 22 gennaio 1967 | Jean-Claude Killy    | Bengt-Erik Grahn      | Louis Jauffret                     |
| 21 gennaio 1968 | Dumeng Giovanoli     | Alfred Matt           | Jean-Claude Killy                  |
| 19 gennaio 1969 | Patrick Russel       | Herbert Huber         | Dumeng Giovanoli                   |
| 18 gennaio 1970 | Patrick Russel       | Gustav Thöni          | Jean-Noël Augert                   |
| 23 gennaio 1971 | Jean-Noël Augert     | Patrick Russel        | Alain Penz                         |
| 24 gennaio 1971 | Jean-Noël Augert     | Alain Penz            | Harald Rofner                      |
| 16 gennaio 1972 | Jean-Noël Augert     | Edmund Bruggmann      | Andrzej Bachleda                   |
| 28 gennaio 1973 | Jean-Noël Augert     | Gustav Thöni          | Andrzej Bachleda                   |
| 27 gennaio 1974 | Hansi Hinterseer     | Hans Kniewasser       | Gustav Thöni                       |
| 19 gennaio 1975 | Piero Gros           | Ingemar Stenmark      | Paolo De Chiesa                    |
| 24 gennaio 1976 | Ingemar Stenmark     | Gustav Thöni          | Piero Gros                         |
| 16 gennaio 1977 | Ingemar Stenmark     | Piero Gros            | Franco Bieler                      |
| 22 gennaio 1978 | Klaus Heidegger      | Petăr Popangelov      | Andreas Wenzel                     |
| 21 gennaio 1979 | Christian Neureuther | Ingemar Stenmark      | Phil Mahre                         |
| 13 gennaio 1980 | Andreas Wenzel       | Christian Neureuther  | Jacques Lüthy                      |
| 18 gennaio 1981 | Ingemar Stenmark     | Vladimir Andreev      | Christian Orlainsky                |
| 17 gennaio 1982 | Ingemar Stenmark     | Phil Mahre            | Paolo De Chiesa Steve Mahre        |
| 23 gennaio 1983 | Ingemar Stenmark     | Christian Orlainsky   | Phil Mahre                         |
| 22 gennaio 1984 | Marc Girardelli      | Franz Gruber          | Bojan Križaj                       |
| 13 gennaio 1985 | Marc Girardelli      | Oswald Tötsch         | Bojan Križaj                       |
| 19 gennaio 1986 | Paul Frommelt        | Ingemar Stenmark      | Dietmar Köhlbichler Andreas Wenzel |
| 25 gennaio 1987 | Bojan Križaj         | Mathias Berthold      | Armin Bittner                      |
| 17 gennaio 1988 | annullato            | annullato             | annullato                          |
| 15 gennaio 1989 | Armin Bittner        | Alberto Tomba         | Rudolf Nierlich                    |
| 21 gennaio 1990 | Rudolf Nierlich      | Ole Kristian Furuseth | Armin Bittner                      |
| 13 gennaio 1991 | Marc Girardelli      | Ole Kristian Furuseth | Rudolf Nierlich                    |
| 19 gennaio 1992 | Alberto Tomba        | Patrice Bianchi       | Armin Bittner                      |
| 17 gennaio 1993 | annullato            | annullato             | annullato                          |
| 16 gennaio 1994 | Thomas Stangassinger | Thomas Sykora         | Alberto Tomba                      |
| 15 gennaio 1995 | Alberto Tomba        | Jure Košir            | Ole Kristian Furuseth              |
| 14 gennaio 1996 | Thomas Sykora        | Alberto Tomba         | Jure Košir                         |
| 26 gennaio 1997 | Mario Reiter         | Alberto Tomba         | Finn Christian Jagge               |
| 25 gennaio 1998 | Thomas Stangassinger | Thomas Sykora         | Ole Kristian Furuseth              |
| 26 gennaio 1998 | Thomas Sykora        | Hans Petter Buraas    | Thomas Stangassinger               |
| 24 gennaio 1999 | Jure Košir           | Didier Plaschy        | Giorgio Rocca                      |
| 23 gennaio 2000 | Mario Matt           | Matjaž Vrhovnik       | Benjamin Raich                     |
| 21 gennaio 2001 | Benjamin Raich       | Jure Košir            | Hans Petter Buraas                 |
| 20 gennaio 2002 | Rainer Schönfelder   | Kilian Albrecht       | Bode Miller                        |
| 26 gennaio 2003 | Kalle Palander       | Rainer Schönfelder    | Heinz Schilchegger                 |
| 25 gennaio 2004 | Kalle Palander       | Thomas Grandi         | Rainer Schönfelder                 |
| 23 gennaio 2005 | Manfred Pranger      | Mario Matt            | Ivica Kostelić                     |
| 22 gennaio 2006 | Jean-Pierre Vidal    | Reinfried Herbst      | Benjamin Raich                     |
| 27 gennaio 2007 | Jens Byggmark        | Mario Matt            | Alois Vogl                         |
| 28 gennaio 2007 | Jens Byggmark        | Mario Matt            | Manfred Mölgg                      |
| 20 gennaio 2008 | Jean-Baptiste Grange | Jens Byggmark         | Mario Matt                         |
| 25 gennaio 2009 | Julien Lizeroux      | Jean-Baptiste Grange  | Patrick Thaler                     |
| 24 gennaio 2010 | Felix Neureuther     | Julien Lizeroux       | Giuliano Razzoli                   |
| 23 gennaio 2011 | Jean-Baptiste Grange | Ivica Kostelić        | Giuliano Razzoli                   |
| 22 gennaio 2012 | Cristian Deville     | Mario Matt            | Ivica Kostelić                     |
| 27 gennaio 2013 | Marcel Hirscher      | Felix Neureuther      | Ivica Kostelić                     |
| 24 gennaio 2014 | Felix Neureuther     | Henrik Kristoffersen  | Patrick Thaler                     |
| 25 gennaio 2015 | Mattias Hargin       | Marcel Hirscher       | Felix Neureuther                   |
| 24 gennaio 2016 | Henrik Kristoffersen | Marcel Hirscher       | Fritz Dopfer                       |
| 22 gennaio 2017 | Marcel Hirscher      | Dave Ryding           | Aleksandr Chorošilov               |
| 21 gennaio 2018 | Henrik Kristoffersen | Marcel Hirscher       | Daniel Yule                        |
| 26 gennaio 2019 | Clément Noël         | Marcel Hirscher       | Alexis Pinturault                  |
| 26 gennaio 2020 | Daniel Yule          | Marco Schwarz         | Clément Noël                       |
| 2021            | annullato            | annullato             | annullato                          |
| 22 gennaio 2022 | Dave Ryding          | Lucas Braathen        | Henrik Kristoffersen               |
| 22 gennaio 2023 | Daniel Yule          | Dave Ryding           | Lucas Braathen                     |
| 21 gennaio 2024 | Linus Straßer        | Kristoffer Jakobsen   | Daniel Yule                        |
| 26 gennaio 2025 | Clément Noël         | Alex Vinatzer         | Lucas Braathen                     |

### Donne

#### Slalom gigante
Elenco dei podi degli slalom giganti femminili disputati a Kitzbühel, non validi ai fini dell'Hahnenkamm (Zusatzrennen):
| Anno      | Prima                    | Seconda       | Terza         |
| --------- | ------------------------ | ------------- | ------------- |
| 1931-1952 | non disputato            | non disputato | non disputato |
| 1953      | Lucienne Schmidt-Couttet | ?             | ?             |
| 1954      | Mirl Buchner             | ?             | ?             |
| 1955-1957 | non disputato            | non disputato | non disputato |
| 1958      | Annemarie Waser          | ?             | ?             |
| 1959      | non disputato            | non disputato | non disputato |
| 1960      | Thérèse Leduc            | ?             | ?             |

#### Slalom speciale
Elenco dei podi degli slalom speciali femminili disputati a Kitzbühel, validi ai fini dell'Hahnenkamm:
| Anno      | Prima                   | Seconda       | Terza         |
| --------- | ----------------------- | ------------- | ------------- |
| 1931      | non disputato           | non disputato | non disputato |
| 1932      | Rini Andretta           | ?             | ?             |
| 1933-1934 | non disputato           | non disputato | non disputato |
| 1935      | Gratia Schimmelpenninck | ?             | ?             |
| 1936      | Grete Weikert           | ?             | ?             |
| 1937      | Lisa Resch              | ?             | ?             |
| 1938-1945 | non disputato           | non disputato | non disputato |
| 1946      | Anneliese Schuh-Proxauf | ?             | ?             |
| 1947      | Gundl Baur              | ?             | ?             |
| 1948      | Sophie Nogler           | ?             | ?             |
| 1949      | Resi Hammerer           | ?             | ?             |
| 1950      | Hannelore Glaser-Franke | ?             | ?             |
| 1951      | Andrea Mead Lawrence    | ?             | ?             |
| 1952      | non disputato           | non disputato | non disputato |
| 1953      | Trude Klecker           | ?             | ?             |
| 1954      | Regina Schöpf           | ?             | ?             |
| 1955      | Putzi Frandl            | ?             | ?             |
| 1956      | Astrid Sandvik          | ?             | ?             |
| 1957      | Putzi Frandl            | ?             | ?             |
| 1958      | Renée Colliard          | ?             | ?             |
| 1959      | Annemarie Waser         | ?             | ?             |
| 1960      | Linda Meyers            | ?             | ?             |
| 1961      | Traudl Hecher           | ?             | ?             |